# 蘭旺吉旺加緬提國家公園
10°4′0″S 120°11′0″E / 10.06667°S 120.18333°E
蘭旺吉旺加緬提國家公園是印尼的國家公園，位於松巴島，成立於1998年，面積470平方公里，有食蟹獼猴、圓鼻巨蜥、帝汶蟒、原雞、淺黃冠鳳頭鸚鵡、多氏鵑鵙等野生動物棲息。